# Генуезька затока
Генуезька затока (італ. Golfo di Genova) — затока Лігурійського моря. Розташований у північно-західного берега Італії - Рів'єри. Простягається від Капо Мель до затоки Ла Спеція (острів Палмарія). Довжина 30 км; ширина біля входу 96 км. Глибина до 1500 м. Береги круті та скелясті. Солоність води 36,5‰. Припливи величиною 0,3 м, півдобові. Великі міста — Генуя, Савона і К'яварі. У Генуї (великий порт) та Савоні знаходяться порти.